# Horst Pomplun
Horst Eberhard Pomplun (* 2. Juni 1947 in Berlin; † 17. Dezember 2023) war ein deutscher Personenschützer, Unternehmer, Buchautor und Verleger.

## Leben
Horst Pomplun wuchs als Sohn eines ehemaligen Hauptmanns bei seinen Eltern in Berlin auf und besuchte im Bezirk Neukölln die Grundschule sowie die Oberschule, die er mit der Mittleren Reife beendete.

### German Service Unit (Berlin)
Mitte der 1960er Jahre trat er als sogenannter „Rifle Man“ der damaligen German Service Organisation Berlin (Watchmen’s Service), kurz GSO, einer deutschen Dienstorganisation der Britischen Streitkräfte, bei. Die aus deutschen Zivilbeschäftigten rekrutierte und vom früheren Wehrmachtsoffizier Johannes Gohl befehligte Einheit wurde vornehmlich für Sicherungsaufgaben in den britischen Militärliegenschaften eingesetzt.
Pomplun stieg zum Gruppenführer auf und war u. a. an den Einsatzmaßnahmen der Britischen Streitkräfte nach dem Absturz einer sowjetischen Jak-28P in den West-Berliner Stößensee beteiligt. Die GSO-Angehörigen wurden aus rechtlichen Gründen als britische Einheit getarnt, da deren Mitwirkung gegen den Viermächte-Status verstieß.
1970 verließ Pomplun die inzwischen in German Service Unit (Berlin) umbenannte Einheit und wechselte in den Berliner Polizeidienst.

### Polizeidienst
Pomplun war bereits seit 1963, neben seiner Tätigkeit bei den Britischen Streitkräften, Angehöriger der damaligen Freiwilligen Polizei-Reserve (FPR), die 1961 auf Initiative der West-Alliierten in Berlin (West) aufgestellt wurde.
Nach seinem Ausscheiden aus der German Service Unit wechselte Pomplun für kurze Zeit in ein festes Beschäftigungsverhältnis zur Polizei, blieb aber auch weiterhin Angehöriger der FPR.
Innerhalb der Freiwilligen Polizei-Reserve stieg Pomplun zum Hundertschaftsführer auf und wurde zudem als Verbindungsreservist bei der damaligen Direktion 3 der Berliner Polizei eingesetzt.
1971 beendete Pomplun sein festes Beschäftigungsverhältnis bei der Polizei, blieb jedoch weiterhin Angehöriger der FPR. Erst mit Auflösung der 1999 in Freiwilliger Polizeidienst (FPD) umbenannten Einheit schied Pomplun 2002 endgültig aus dem Polizeidienst aus.

### Personenschützer und Unternehmer
Durch persönliche Kontakte ergab sich für Pomplun eine Verbindung zum saudischen Königshaus, für das er Sicherheits- und Kuriertätigkeiten ausübte. Er entschloss sich darauf zur Selbstständigkeit und formierte ein kleines Personenschutzunternehmen.
Nachdem Pomplun bei einer erneuten Einsatztätigkeit Mitte der 1970er Jahre auch temporär für Bundeskanzler Helmut Schmidt und Bundesaußenminister Hans-Dietrich Genscher eingesetzt war, folgte eine Anfrage des Auswärtigen Amtes, woraufhin Pomplun die erste Ausbildung der saudischen Palastwache in den Aufgaben des Personenschutzes sowie die Sicherheitsmaßnahmen für einen in Deutschland weilenden saudischen Prinzen übernahm.
Kurze Zeit später gründete er sein erstes größeres Unternehmen und war fortan für hochrangige Auftraggeber im In- und Ausland tätig. Seine Einsätze führten ihn, neben Saudi-Arabien, auch nach Israel und in die USA.
Pomplun führte seit 1985 das in Berlin ansässige Unternehmen VTP Security, das durch die Industrie- und Handelskammer mit Ausbildungsförderprogrammen unterstützt wird und eine Außenstellen im amerikanischen Florida besitzt. In Zusammenarbeit mit Pompluns Unternehmen vergab im Jahr 2000 die IHK Potsdam schließlich die bundesweit erste Zertifizierung der Tätigkeit des Personenschützers.
Zu den öffentlich gemachten Schutzpersonen, die durch Pompluns Unternehmen beschützt wurden, gehörten auch die beiden damaligen Ministerpräsidenten Johannes Rau und Matthias Platzeck, die Schauspieler Melanie Griffith und Jack Nicholson sowie der Sänger Phil Collins. Bei zwei inoffiziellen Besuchen des venezolanischen Staatspräsidenten Venezuelas Rafael Caldera sowie dessen Nachfolger Hugo Chávez übernahm er Sicherungsaufgaben.
Das Unternehmen führten Pomplun und seine Frau. Über seine Erfahrungen und Erlebnisse hat er mehrere Bücher veröffentlicht, die er in einem eigenen Verlag herausgab.
Horst Pomplun lebte mit seiner Frau Ewa-Maria im Berliner Ortsteil Kladow. Er hatte drei Kinder und bewohnte eine Villa, die unmittelbar nach dem Zweiten Weltkrieg vom britischen Generalfeldmarschall Bernard Montgomery als Berliner Residenz genutzt wurde.

## Trivia
Während seiner Dienstzeit in der German Service Unit lernte er im Kameradenkreis den früheren Erprobungsflieger der Wehrmacht, Ernst Voigt, kennen, mit dem er sich anfreundete. Über ihn entwickelte er seine Leidenschaft zur Fliegerei, woraufhin er, nach Vermittlung durch Voigt, seinen Pilotenschein erwarb.

## Auszeichnungen
- 1989 Ehrenzeichen der Freiwilligen Polizei-Reserve (FPR) am Bande in Gold
- 1999 Orden des Brustbildes von Bolivar (venezolanischer Verdienstorden)

## Belege
1. ↑  Traueranzeige im Tagesspiegel vom 24. Dezember 2023, abgerufen am 25. Dezember 2023
2. ↑  Steffi Pyanoe: Wenn der Prinz anklopft. In: Potsdamer neueste Nachrichten. 17. Juli 2016, abgerufen am 11. Juli 2018.
3. ↑  Der Mann, der die Bodyguards trainiert. In: Süddeutsche Zeitung. 13. August 2016, abgerufen am 11. Juli 2018.
4. ↑  Der Potsdamer Schattenmann. In: Märkische Allgemeine. 21. April 2016, abgerufen am 11. Juli 2018.

| Personendaten    | Personendaten                                                   |
| ---------------- | --------------------------------------------------------------- |
| NAME             | Pomplun, Horst                                                  |
| ALTERNATIVNAMEN  | Pomplun, Horst Eberhard                                         |
| KURZBESCHREIBUNG | deutscher Personenschützer, Unternehmer, Buchautor und Verleger |
| GEBURTSDATUM     | 2. Juni 1947                                                    |
| GEBURTSORT       | Berlin                                                          |
| STERBEDATUM      | 17. Dezember 2023                                               |